# ビューティフル・サンデー
「ビューティフル・サンデー」（"Beautiful Sunday"、旧邦題：すてきなサンデー）は、ダニエル・ブーンのシングル及び楽曲。世界的には1972年に、日本では1976年にヒットした。

## 略歴・概要
歌っているのは、イギリス人歌手のダニエル・ブーン。作詞・作曲はダニエル・ブーンとロッド・マックイーン（Rod McQueen）。シングル盤のB面カップリング曲は発売当時は「いとしのジュリー」("Truly Julie"）、1974年の英国再発売時及び1976年の日本再発売時には「スリーピー・ヘッド」("Sleepy Head") であった。
1972年に発売され、同年7月までに全世界での売り上げが100万枚を超えた。アメリカ『ビルボード』誌のBillboard Hot 100では、1972年9月16日に週間ランキング最高位の15位を獲得、1972年度の年間ランキングは第98位を獲得した。全英シングルチャートでの最高位は21位で、その後もロングヒットを続けた。1974年にこの曲のプロデューサーであるラリー・ペイジによってカバーされた。

### 日本でのヒット
日本で当初キャニオン・レコードから発売された日本盤レコードは、全くといっていいほど売れず廃盤となったが、1975年11月からテレビ番組『おはよう720』（TBS）の「キャラバンII」のコーナーテーマとして起用されると、視聴者からの問い合わせやレコード化を希望する葉書が殺到した。それに伴い1976年に日本でTBSグループのディスコメイトレコードからシングルが再発売され、日本だけで再ヒットした。
同番組の海外（フランス・ドイツ）ロケの現地ドライバーが同曲が入ったカセットテープを車内でかけ続けたことで、番組スタッフの間で眠気が覚めてやる気になる曲だと評判になり、番組のコーナーテーマ曲に採用される。その後、視聴者からレコードの販売を希望する声が上がり、番組がレーベルを立ち上げて日本盤を発売した。2月末の放送でレコードのプレゼント告知を行ったところ、100枚分の募集に対して5日間で10万通以上の応募があった。
1976年3月10日に発売された日本盤はオリコンの総合シングルチャートで15週にわたり1位となり（オリコン洋楽チャートでは1976年3月22日付から21週連続1位、1976年度の年間1位も獲得）、約200万枚を売り上げた。オリコンの総合シングルチャートにおける洋楽アーティストの1位は、ニュー・シーカーズの「愛するハーモニー」以来4年ぶりのことであった。また、オリコン調べによる日本における外国人アーティストのシングル盤の記録としては、2016年12月現在破られていない。『オリジナル・コンフィデンス』誌に掲載された有線放送のリクエストランキングでも、1976年5月第4週に1位を記録している。
また、田中星児（ビクター盤。作詞：亜美ゆう、オリコン最高4位）とトランザム（作詞：松本隆、オリコン最高9位）の日本語版カバーもトップテンにランクインした。同曲のヒット中に『おはよう720』で田中星児が担当したユーゴスラビアロケが放送される。田中が現地で知り、同年2月に番組で紹介した曲「オー・マリヤーナ」をA面にしたレコードが企画され、3月中に急遽発売された。
この曲が日本でヒットした直前には、テレビ番組『ひらけ!ポンキッキ』（フジテレビ）から誕生した「およげ!たいやきくん」が大ヒットしており、歌謡曲番組以外のテレビ番組からの大ヒットが続けて誕生することになった。石田達郎は、これらの曲（「およげ!たいやきくん」「ビューティフル・サンデー」「オー・マリヤーナ」）のヒットによりレコード会社の製作者の意識と大衆が求める歌のギャップが露呈した、さらにこれらの曲はテレビの視聴者からの発売を希望する声が殺到して、慌ててレコード会社が製作するという経緯をたどっており、黒い噂とは無縁の完全に大衆主導型のヒット曲だという趣旨を述べている。
田中は1976年末の『第27回NHK紅白歌合戦』で「ビューティフル・サンデー」を歌唱、番組では当時田中がお兄さん役を務めていた『おかあさんといっしょ』から『ゴロンタ劇場』のゴロンタ・トムトム・チャムチャム、そして当時再ブレイク中のトッポ・ジージョが応援役で出演した。さらに翌1977年春開催の「第49回選抜高等学校野球大会」の入場行進曲に採用され、田中が開会式にゲスト出演している。
1981年に日本の中学校の音楽教科書に掲載された。その後1986年からは日本の小学校の音楽教科書に何度か掲載された（1981年（中学校・音楽之友社）と2005年（小学校・東京書籍）は亜美ゆうの日本語詞で掲載）。

#### 評価
「取材用の車が大自然の中をサッソウと走る場面、これに曲がピッタリ合致してムード満点だったからでしょう」（キャラバンIIスタッフ）
「だれにでも簡単に歌えて、ハッピーな気分にさせる」（ディスコメイトレコード宣伝部）
「オールド・ポップス的なメロディーが、今の加山雄三ブームと共通してるんじゃないか」（ビクター宣伝部）
「“たいやき”も“ビューティフル”も全く同質の現象。つまりテレビがラジオの機能的働きをしたこと。毎日、同じ時間に同じ歌を流したらヒットして当然でしょう。それに歌手の顔が出ていたらあれだけヒットしなかったかも知れない」（福田一郎）

## 田中星児のカバー
1976年3月25日に、ビクターレコードから発売された。
SV-2532（1976年3月25日）
A面
1. オー・マリヤーナ / O Marijana
  - 作詞：S.Sisic、訳詞：田中星児、作曲：V.Paljetak、編曲：あかのたちお

B面
1. ビューティフル・サンデー / Beautiful Sunday

1. - 作詞：ダニエル・ブーン、訳詞：亜美ゆう、作曲：ロード・マックイーン、編曲：あかのたちお

SV-8583（1984年）
A面
1. ビューティフル・サンデー

B面
1. オー・マリヤーナ

## トランザムのカバー
1976年3月25日に、ブラックレコードから発売された。
TBS-TV系 全国26局ネット「おはよう720キャラバンII」テーマ。
ジャケット写真違いを2種類発売しており数年後にベストカップリングシリーズ盤（他のテイチク所属歌手とは異なりレコードの収録曲はAB面ともに同じ内容）も発売。
A面
1. ビューティフル・サンデー / Beautiful Sunday
  - 作詞：松本隆、ダニエル・ブーン、作曲：ロード・マックイーン、編曲：チト河内

B面
1. ビューティフル・サンデー（インストゥルメンタル） / Beautiful Sunday (Inst.)
  - 作曲：ロード・マックイーン、編曲：チト河内

## ヤング101のカバー
NHK総合テレビジョンの音楽番組『ステージ101』のレギュラー出演グループで、田中星児が1970年10月から1974年3月まで在籍していた「ヤング101」によって取り上げられ、1972年12月20日に発表されたステージ101名義のアルバム『愛の限界』に「ビューティフル・サンデイ」の邦題で収録された。当時、『ステージ101』の音楽監督を務めていた東海林修が訳詞と編曲を担当した。
番組終了後の1976年4月20日に、東芝から「ビューティフル・サンデー」の邦題でシングルが発売された（ETP-20265）。B面には、同じく『愛の限界』に収録されていたボビー・ヴィントンのヒット曲「ミスター・ロンリー」のカバー（英語詞）が収録された。
A面
1. ビューティフル・サンデー / Beautiful Sunday
  - 作詞：東海林修、ダニエル・ブーン、作曲：ロード・マックイーン、編曲：東海林修

B面
1. ミスター・ロンリー / Mr. Lonely
  - 作詞・作曲：ボビー・ヴィントン、ジーン・アラン、編曲：東海林修

## その他のカバー
- 陳和美（香港）「美好的星期天」（広東語、1972年）
- 葉啓田（台湾）「佬翅仔歌」（台湾語、1973年）
- 仙杜拉（香港）「好彩又到Sunday」（広東語、1974年）
- 麗莎（香港）「滿園春色」（広東語、1974年）
- 麗莎（香港）「嘆物價飛揚」（広東語、1974年）
- 蔡麗貞（香港）「花開滿園」（広東語、1974年）
- 平田満（1976年6月21日、作詞：松本隆。平田版「東村山音頭」のB面、キングレコード） - 演奏シャネル・ファイブ。トランザム版と同じ日本語詞
- トッポジージョ（1976年10月、声優不明、「およげ!たいやきくん」のB面）
- 都はるみ（1976年）LP/CD「新しき装い」収録
  - 『エンカのチカラ -GOLD 70's-』（2009年）再収録
- 草川祐馬（1976年）LP「何をためらう若い日に」収録
- ザ・ベンチャーズ（1976年）
- プッキー（1997年）タイの歌手
- バハメン（en:Baha Men、2001年）
- NRBQ（en:NRBQ、2002年）
- Tummy Tuck（2011年）オムニバスCD「PUNK IT!TOKYOIII」収録、テレビ朝日系『日曜×芸人』使用楽曲

台湾やシンガポール、マレーシアでは「美麗的星期天」「美好的星期天」の題名で複数の歌手がカバーしており、そのほとんどは北京語である。

## その他
- 兵庫県尼崎市や伊丹市、神奈川県川崎市などでは、盆踊りの定番曲として知られ[11]、2019年度全国総踊り曲となった。
- NHKの『スペイン語講座』でスペイン語歌詞によるものも歌われた。
- 1993年3月、フジテレビ系で放送されていた『お願いダーリン!』では初回で校歌として使用されていた。同番組には田中星児も出演していた。
- 2009年、ダイハツ工業「ブーンルミナス」のCMに日本語による替え歌として起用された。
- 2016年、関西電力設立65年テレビCM「スマイル」のCMソングに起用された。歌手名は未公表[12][13][14]。
- テレビ東京系列で放送中の男子ごはんの挿入曲で使用されている。
- 田中星児が司会を務めた瀬戸内海放送の「田中星児のクイズ探検隊」のテーマ曲として使用された。